# Olympische Sommerspiele 1972/Gewichtheben – Superschwergewicht (Männer)
Das Gewichtheben im Superschwergewicht bei den Olympischen Sommerspielen 1972 in München wurde am 6. September in der Gewichtheberhalle auf dem Messegelände Theresienhöhe ausgetragen.
Der Wettkampf galt gleichzeitig als Weltmeisterschaft. Somit wurden in den jeweiligen Teildisziplinen auch Weltmeisterschaftsmedaillen vergeben.

## Wettkampfformat
Die Athleten traten im sogenannten Dreikampf gegeneinander an. Dieser bestand aus den Disziplinen Drücken, Reißen und Stoßen. Jeder Athlet hatte für jede der drei Disziplinen drei Versuche, der beste Versuch einer jeden Disziplin wurde gewertet und mit den anderen addiert. Sieger war der Athlet, welcher hieraus das meiste Gesamtgewicht vorweisen konnte.

## Neue Rekorde
Folgende neue Rekorde wurden während des Wettkampfes aufgestellt:
| Olympischer Rekord | Drücken   | Wassili Alexejew ( Sowjetunion) | 235,0 kg |
| Olympischer Rekord | Reißen    | Wassili Alexejew ( Sowjetunion) | 157,5 kg |
| Olympischer Rekord | Stoßen    | Wassili Alexejew ( Sowjetunion) | 230,0 kg |
| Olympischer Rekord | Dreikampf | Wassili Alexejew ( Sowjetunion) | 640,0 kg |

## Ergebnisse
| Rang | Athlet             | Nation             | Kgw.   | Drücken (kg) | Drücken (kg) | Drücken (kg) | Drücken (kg) | Reißen (kg) | Reißen (kg) | Reißen (kg) | Reißen (kg) | Stoßen (kg) | Stoßen (kg) | Stoßen (kg) | Stoßen (kg) | Gesamt (kg) |
| Rang | Athlet             | Nation             | Kgw.   | 1            | 2            | 3            | Erg.         | 1           | 2           | 3           | Erg.        | 1           | 2           | 3           | Erg.        | Gesamt (kg) |
| ---- | ------------------ | ------------------ | ------ | ------------ | ------------ | ------------ | ------------ | ----------- | ----------- | ----------- | ----------- | ----------- | ----------- | ----------- | ----------- | ----------- |
| 1    | Wassili Alexejew   | Sowjetunion        | 152,80 | 225,0        | 230,0        | 235,0        | 235,0 OR     | 170,0       | 175,0       | 180,0       | 175,0 OR    | 225,0       | 225,0       | 230,0       | 230,0 OR    | 640,0 OR    |
| 2    | Rudolf Mang        | BR Deutschland     | 129,75 | 222,5        | 222,5        | 225,0        | 225,0        | 170,0       | 180,0       | 180,0       | 170,0       | 215,0       | 232,5       | 232,5       | 215,0       | 610,0       |
| 3    | Gerd Bonk          | DDR                | 142,30 | 190,0        | 190,0        | 200,0        | 200,0        | 150,0       | 155,0       | 160,0       | 155,0       | 210,0       | 217,5       | 217,5       | 217,5       | 572,5       |
| 4    | Jouko Leppä        | Finnland           | 144,80 | 190,0        | 200,0        | 205,0        | 205,0        | 150,0       | 157,5       | 162,5       | 157,5       | 200,0       | 205,0       | 210,0       | 210,0       | 572,5       |
| 5    | Manfred Rieger     | DDR                | 125,55 | 185,0        | 190,0        | 192,5        | 190,0        | 162,5       | 162,5       | 170,0       | 162,5       | 200,0       | 205,0       | 207,5       | 205,0       | 557,5       |
| 6    | Petr Pavlásek      | Tschechoslowakei   | 150,25 | 185,0        | 192,5        | 197,5        | 192,5        | 155,0       | 160,0       | 165,0       | 165,0       | 200,0       | 205,0       | 205,0       | 200,0       | 557,5       |
| 7    | Kalevi Lahdenranta | Finnland           | 134,30 | 180,0        | 190,0        | 195,0        | 190,0        | 165,0       | 165,0       | 170,0       | 165,0       | 200,0       | 200,0       | 205,0       | 200,0       | 555,0       |
| 8    | Fernando Bernal    | Kuba               | 125,85 | 190,0        | 200,0        | 200,0        | 190,0        | 147,5       | 147,5       | 152,5       | 147,5       | 200,0       | 207,5       | 212,5       | 207,5       | 545,0       |
| 9    | Ove Johansson      | Schweden           | 127,95 | 200,0        | 200,0        | 205,0        | 200,0        | 145,0       | 150,0       | 150,0       | 145,0       | 200,0       | 200,0       | 200,0       | 200,0       | 545,0       |
| 10   | Terence Perdue     | Großbritannien     | 146,85 | 180,0        | 185,0        | -            | 185,0        | 147,5       | 152,5       | 152,5       | 147,5       | 180,0       | 185,0       | -           | 180,0       | 512,5       |
| 11   | Thamer Chaim       | Brasilien          | 114,10 | 175,0        | 182,5        | 182,5        | 175,0        | 135,0       | 142,5       | 142,5       | 135,0       | 180,0       | 190,0       | -           | 180,0       | 490,0       |
|      | Kenneth Patera     | Vereinigte Staaten | 145,80 | 212,5        | 227,5        | 230,0        | 212,5        | 165,0       | 165,0       | 170,0       | NVL         |             |             |             |             | DNF         |
|      | Serge Reding       | Belgien            | 139,45 | 222,5        | 222,5        | 225,0        | NVL          |             |             |             |             |             |             |             |             | DNF         |